# Rezervația peisagistică Izvoare–Risipeni
Rezervația peisagistică Izvoare-Risipeni este o arie protejată, situată între satele Izvoare și Risipeni din raionul Fălești, Republica Moldova (ocolul silvic Fălești, Risipeni, parcelele 72, 73, 75, 76; Caiuceni – Nagornoe, parcelele 30-33, 36-38; Izvoare, parcelele 61-69). Are o suprafață de 1.162 ha. Obiectul este administrat de Gospodăria Silvică de Stat Glodeni.

## Clasificare

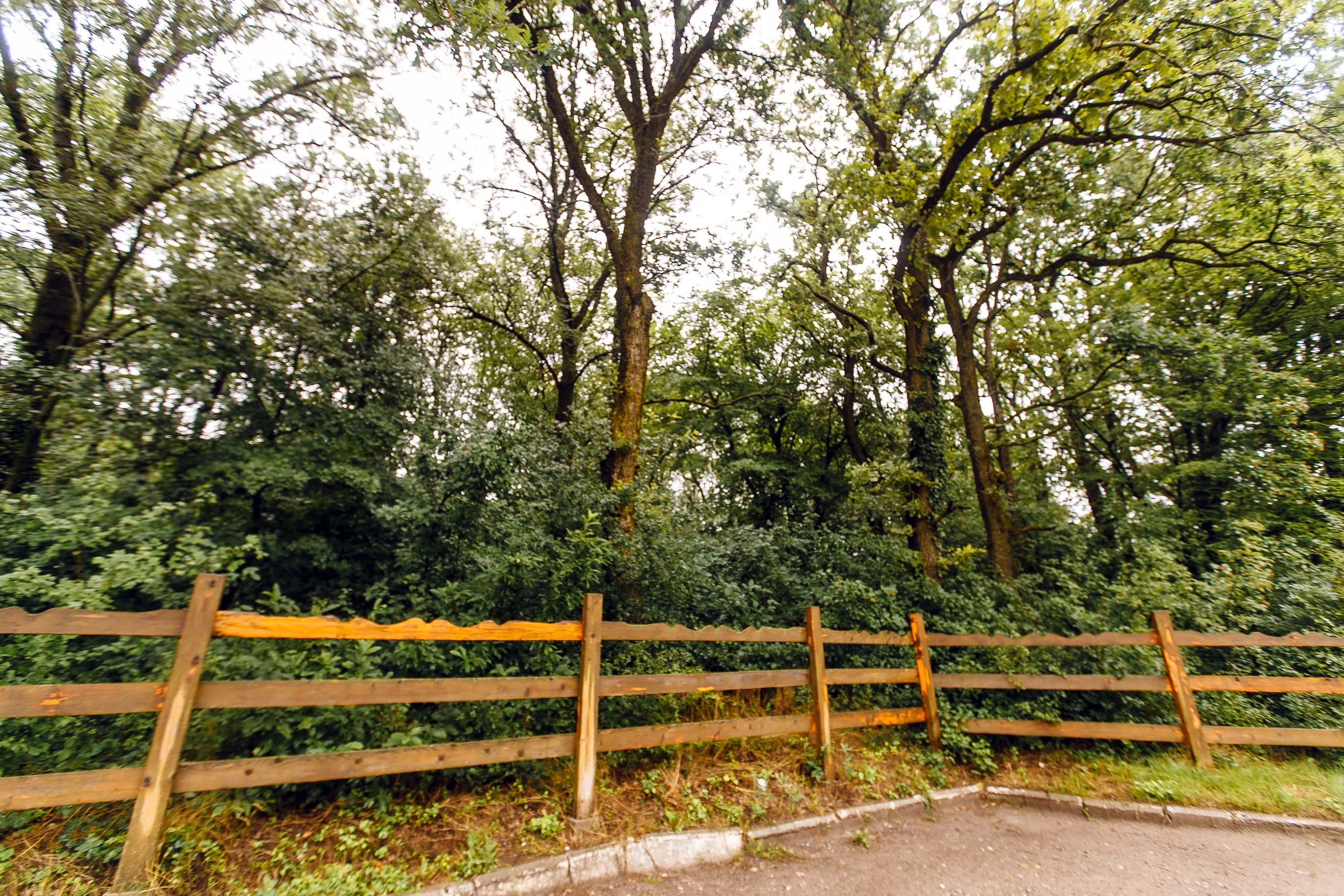
Marginea pădurii, la intrarea dinspre Bocșa

Aria naturală include o pădure de stejar și frasin pe versanți. Se întâlnesc stejari seculari. Descrierea stațiunii și a vegetației forestiere a fost încadrată în etajul fitoclimatic FD2 cvercete cu gorun cu următoarele tipuri de stațiune:
- deluros de cvercete, eroziune excesivă de bonitate inferioară cu erodisoluri, soluri desfundate argiloiluviale, edafic mic (53,2 ha);
- deluros de cvercete, cu goruneto-șleauri, goruneto-stejăreto-șleauri, goruneto-stejărete, versanți însoriți, semiînsoriți de bonitate superioară și mijlocie, cenușiu edafic mijlociu și mare (1392,9 ha);
- deluros de cvercete cu vegetație de mlaștină, stuf, papură de depresiuni de bază de versanți, cu soluri gleice (9,8 ha).

Au fost identificate următoarele tipuri de pădure:
- goruneto-stejăret de productivitate inferioară (13,6 ha);
- stejăret cu cireș de productivitate mijlocie (39,6 ha);
- gorunet normal cu floră de mull de productivitate superioară (36,9 ha);
- goruneto-stejăret de productivitate mijlocie (525,7 ha);
- stejăreto-goruneto-șleau de productivitate superioară (35,6 ha);
- stejăreto-goruneto-șleau de productivitate mijlocie (375,7 ha);
- șleau de deal cu gorun și stejar de productivitate mijlocie (163,9 ha).

## Galerie de imagini

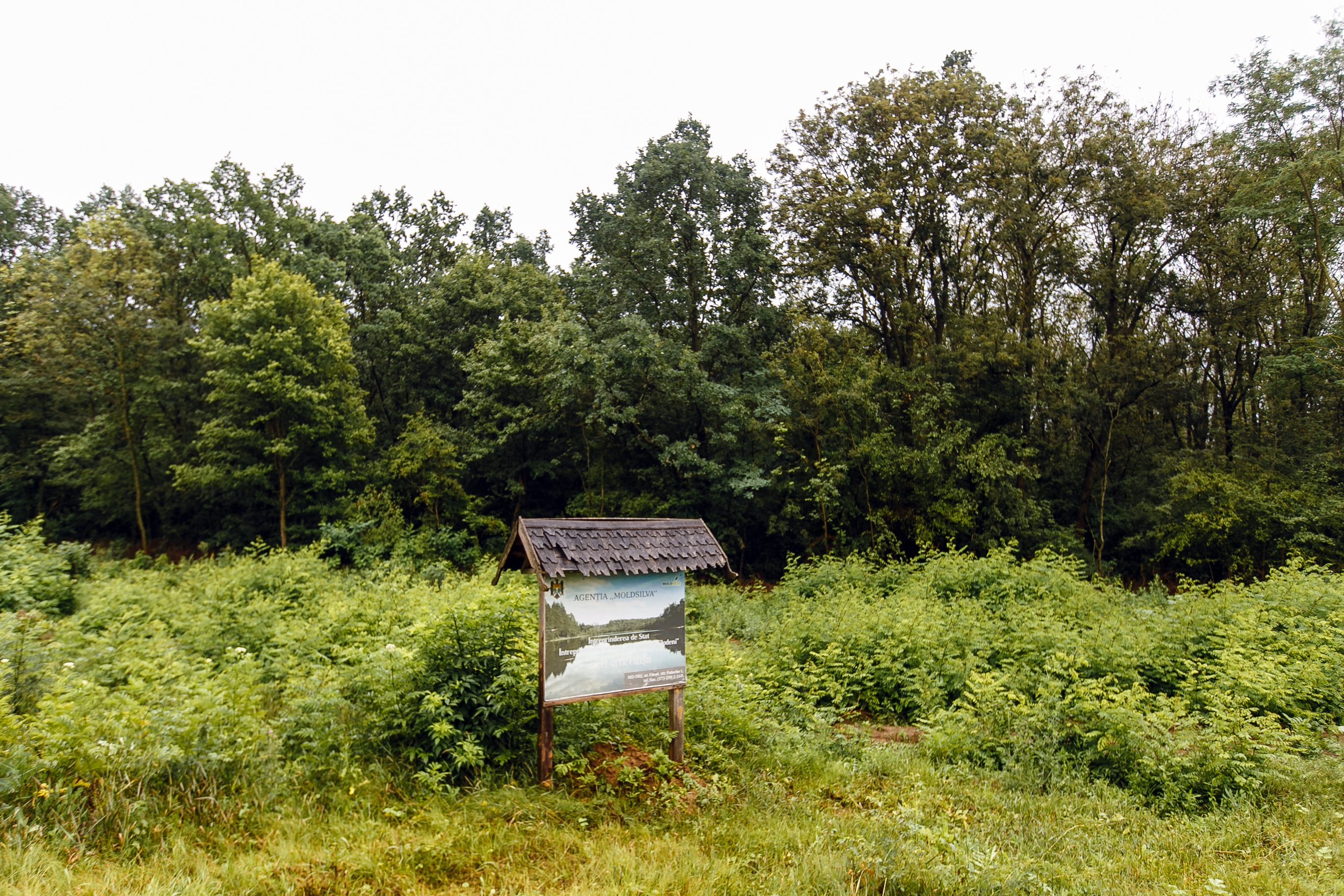
Panou informativ
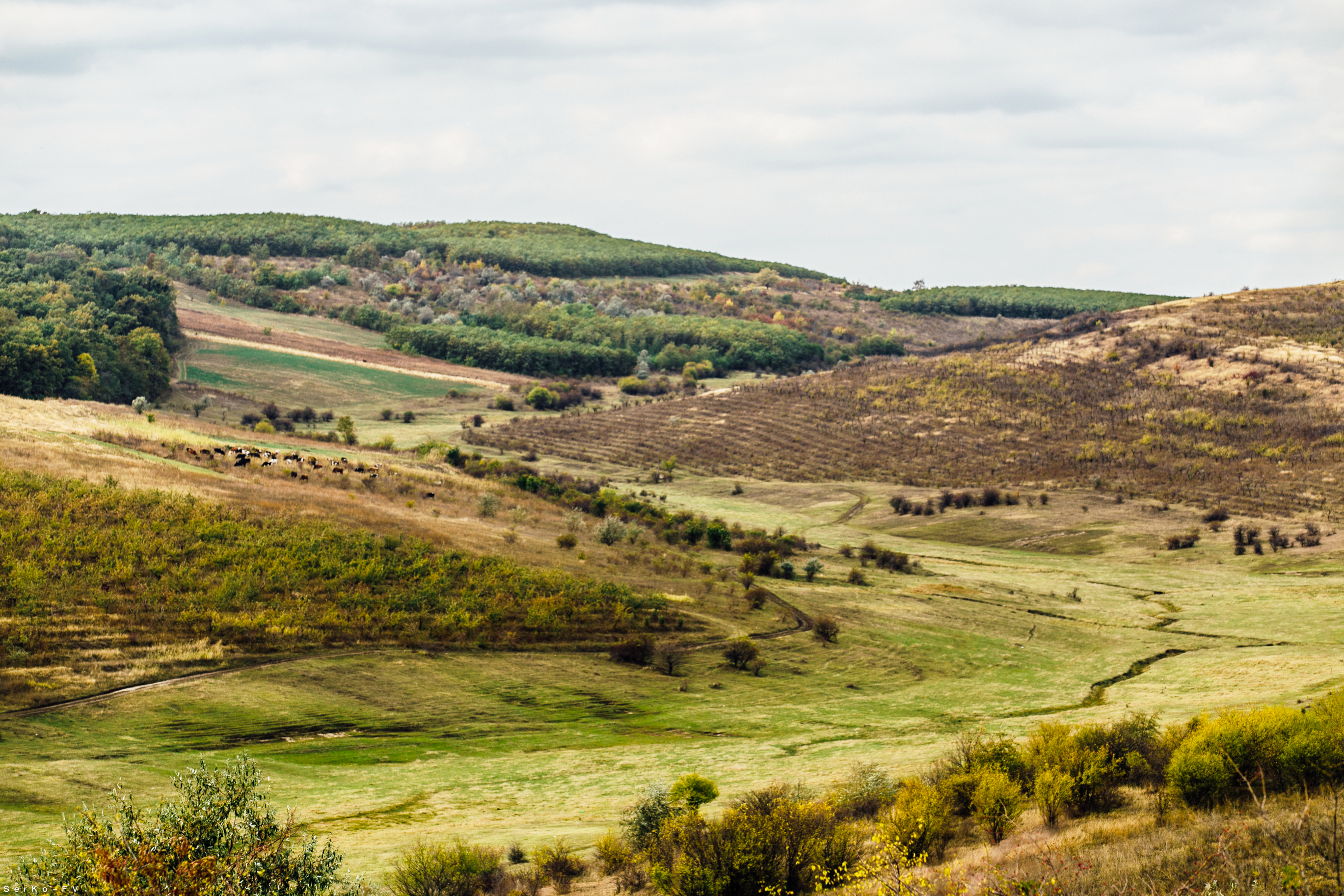
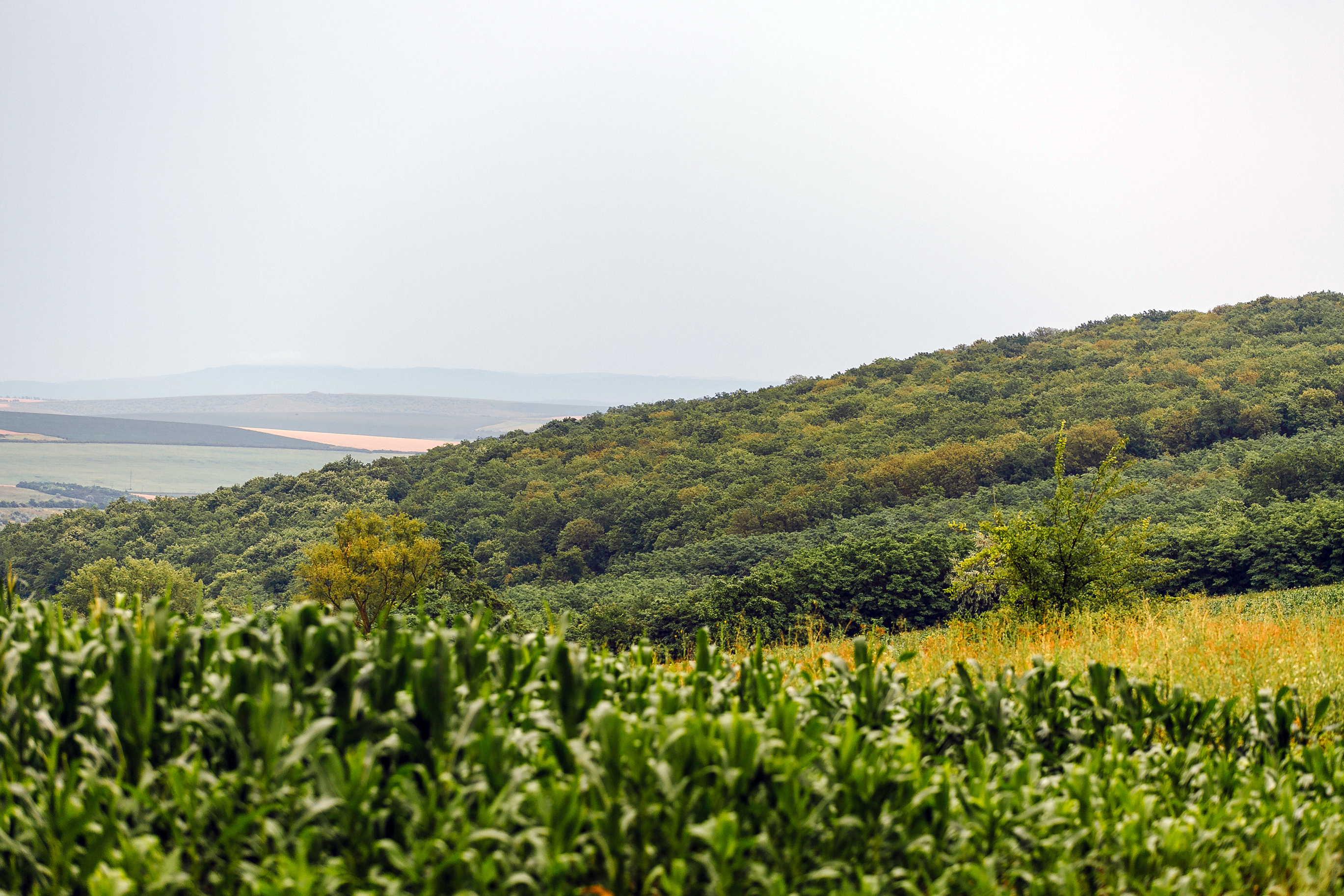
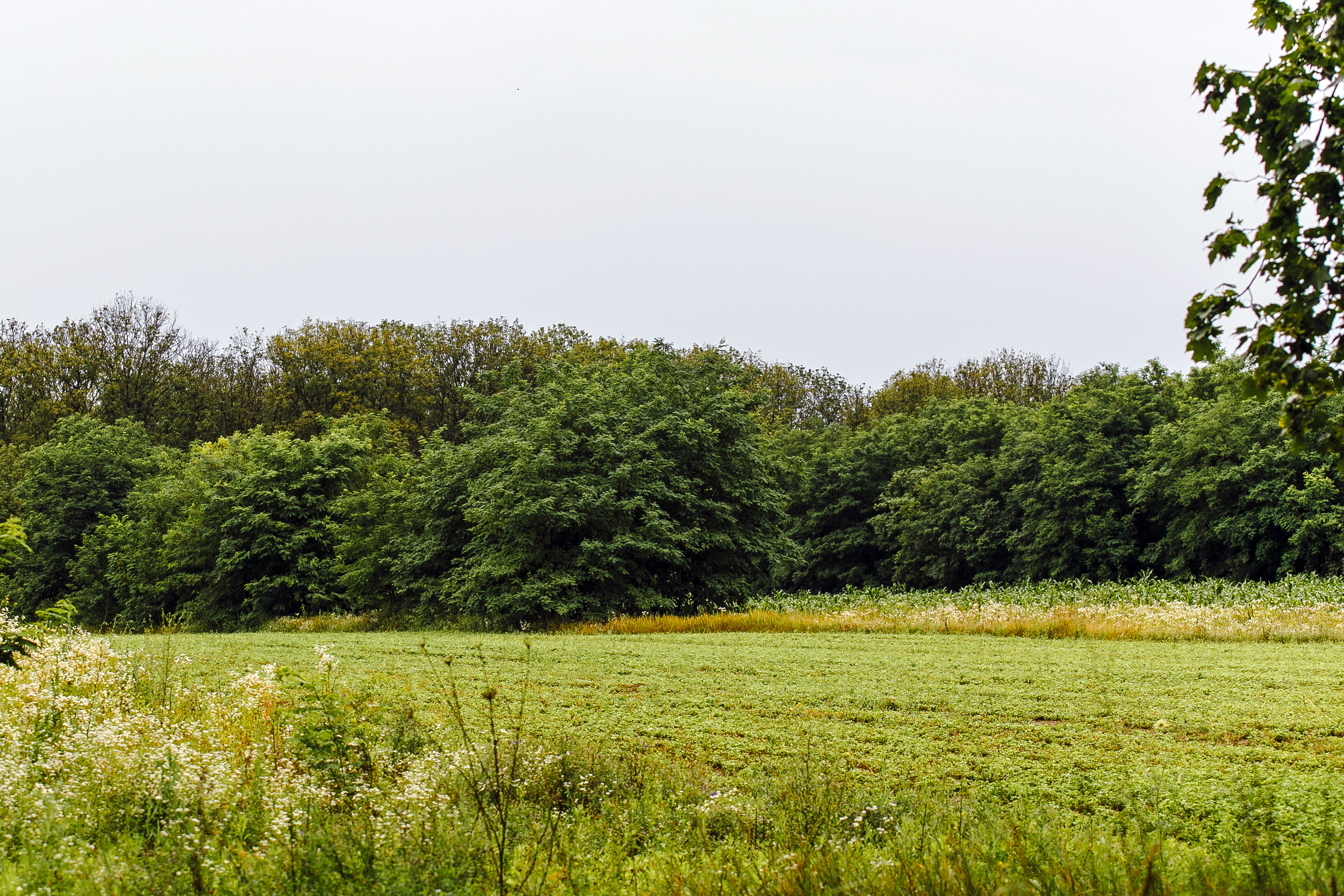
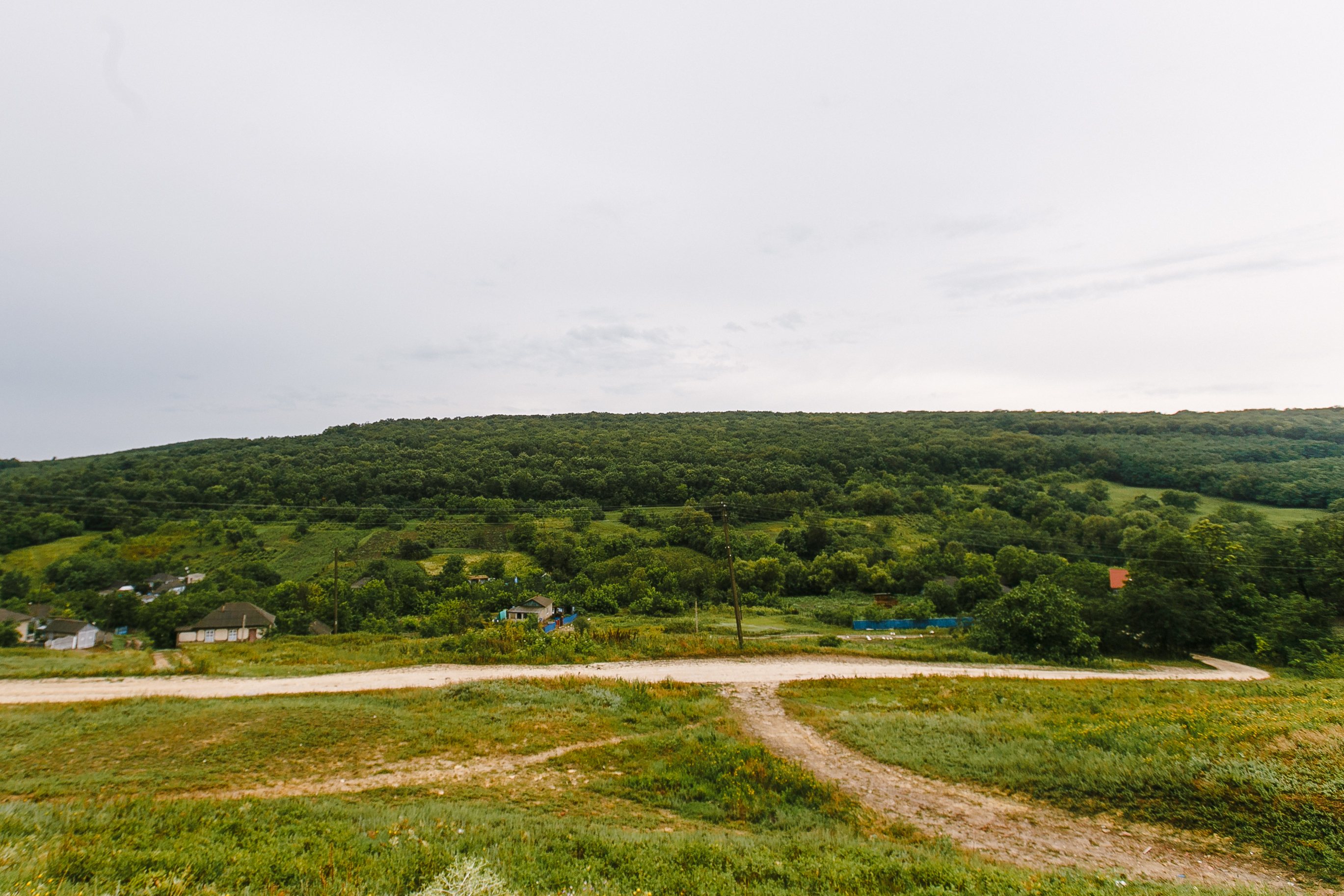
Satul Bocșa la poalele rezervației
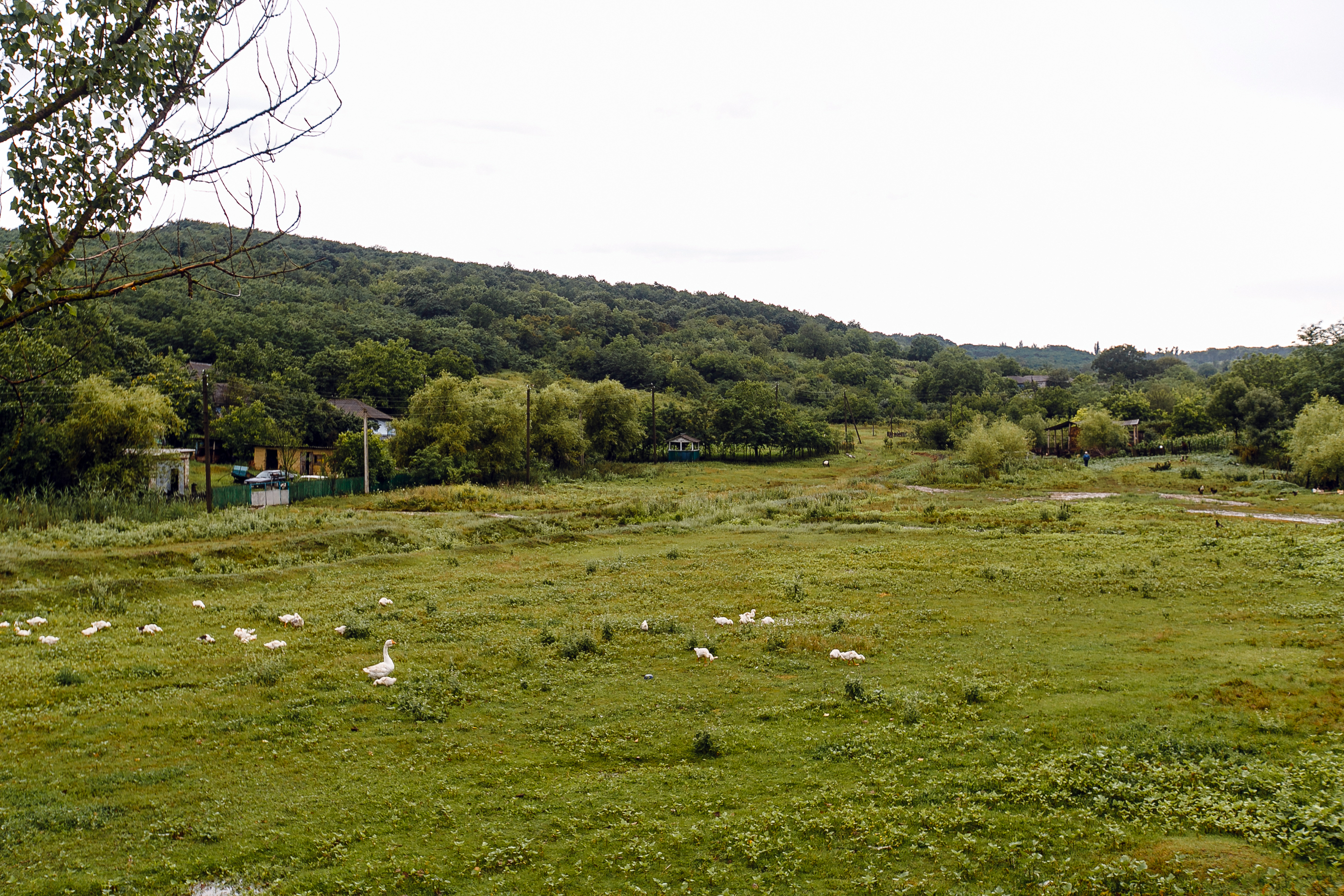
Luncă în Risipeni
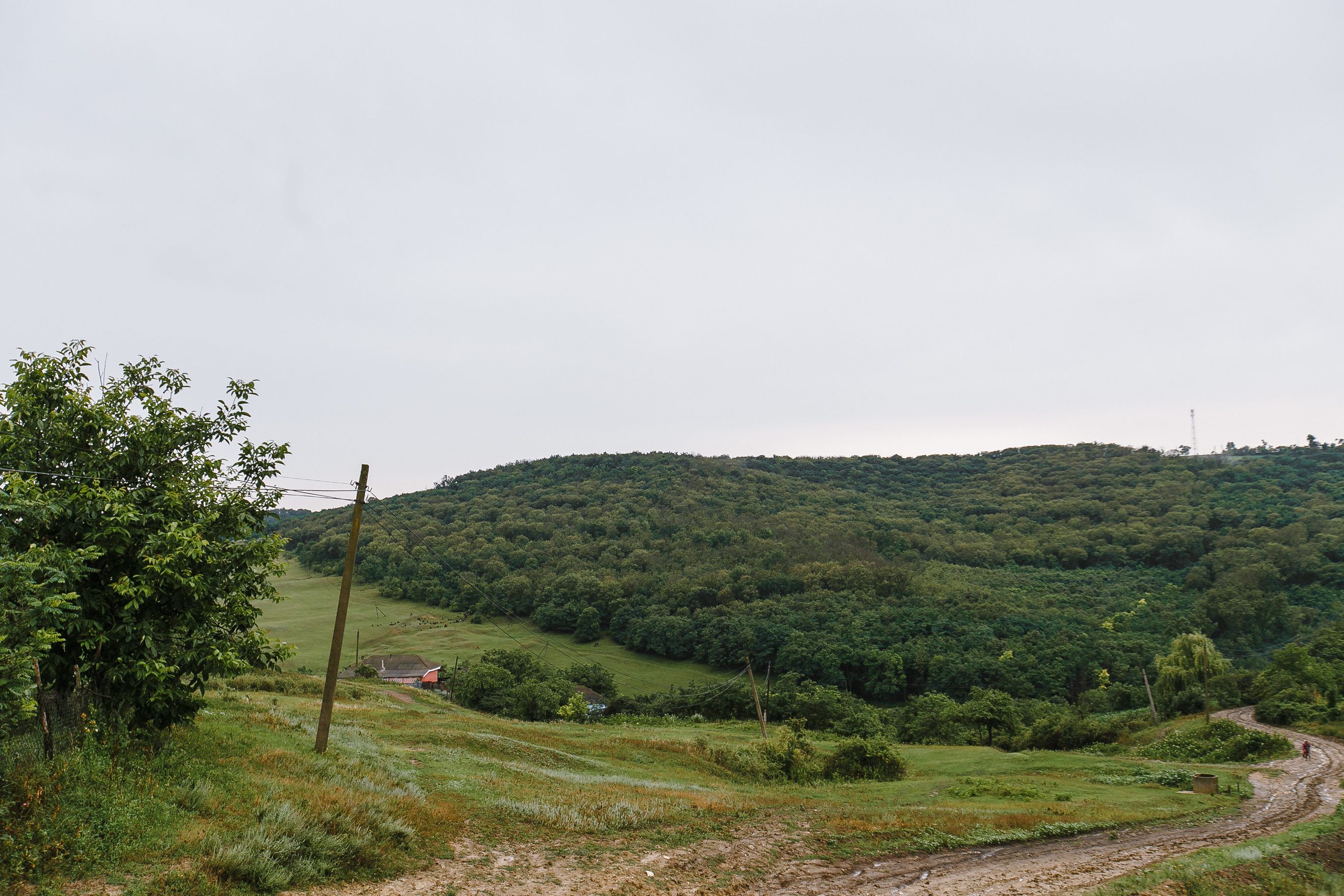
Vedere dinspre Risipeni
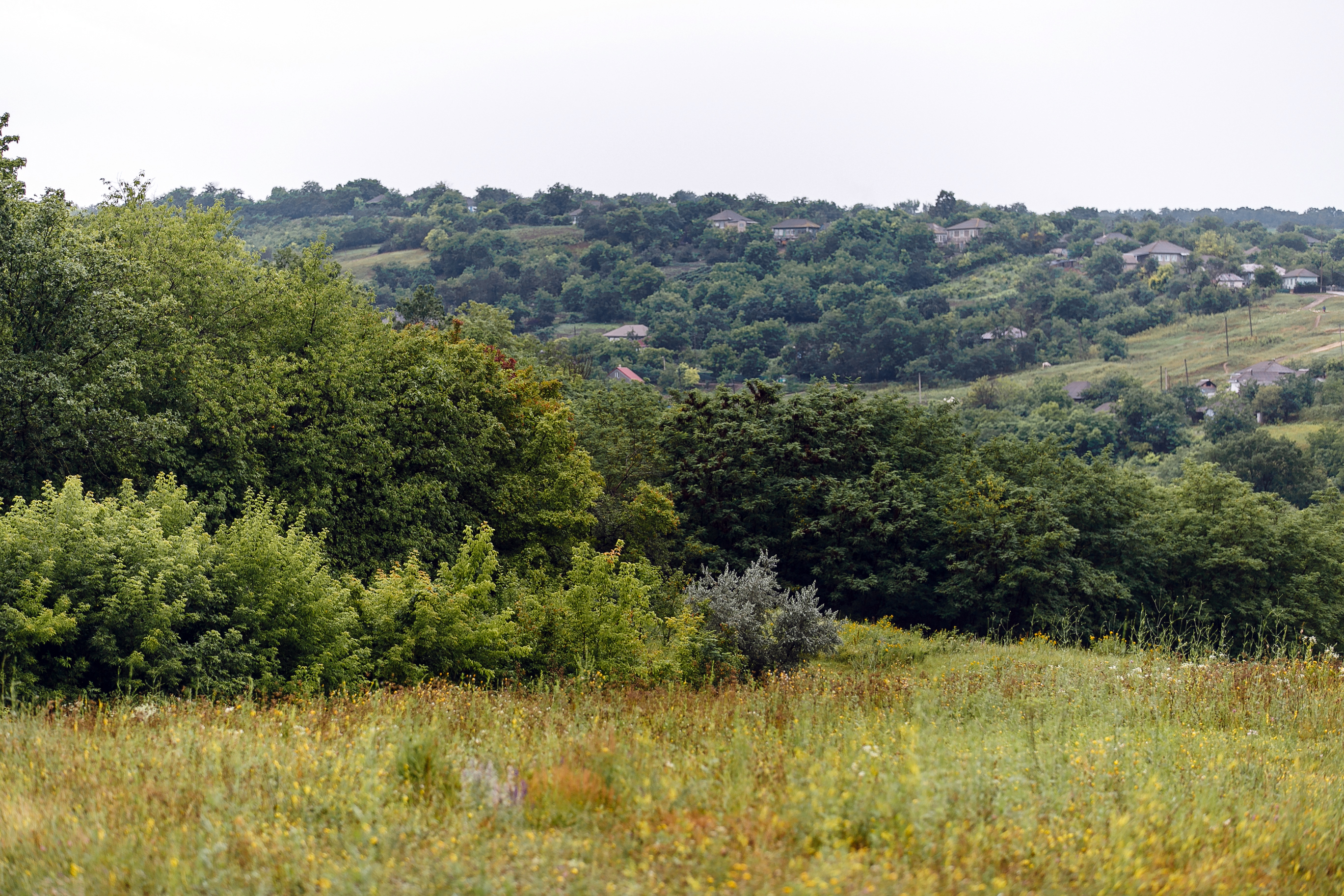
Etaje de vegetație: arbori, arbuști și iarbă
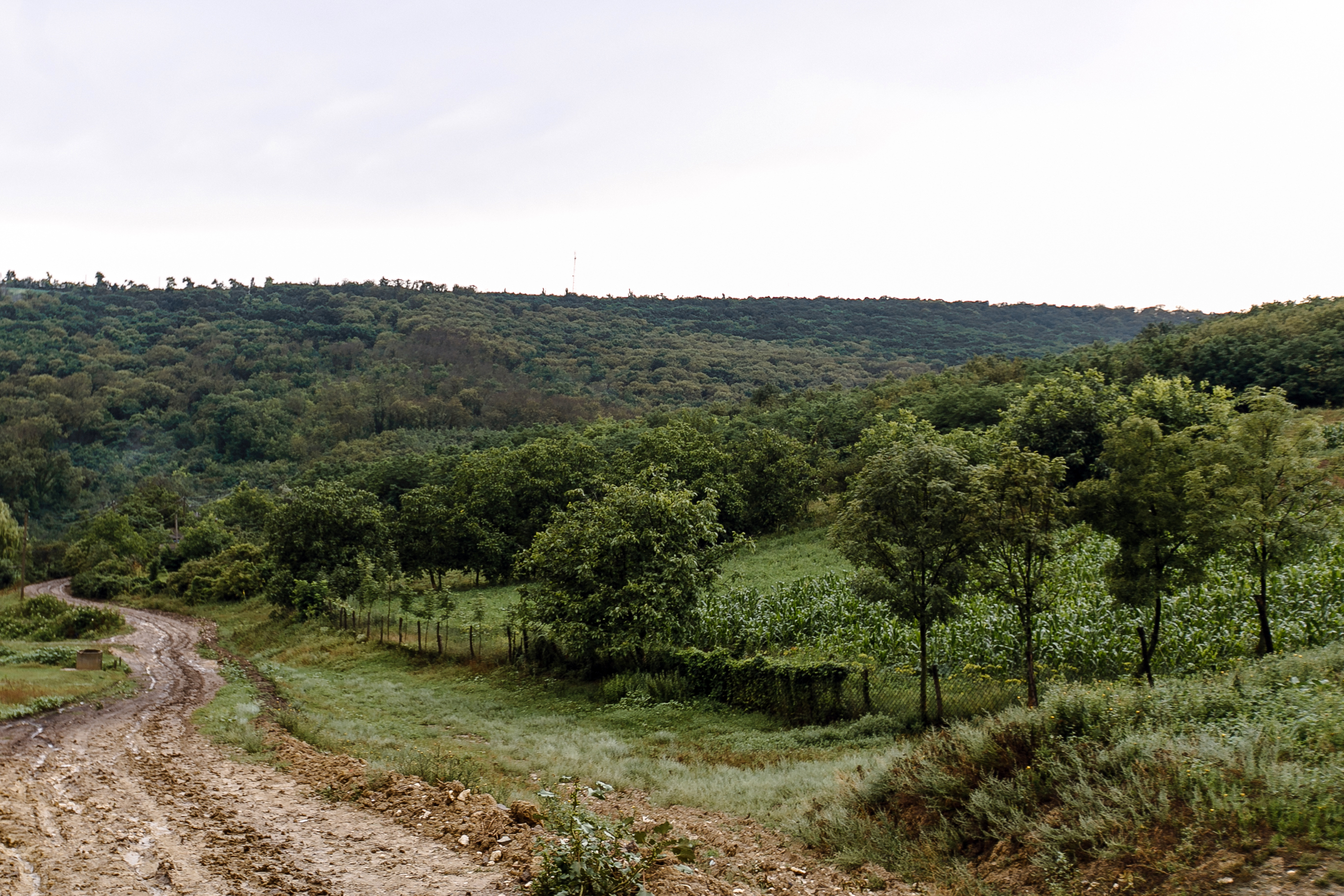
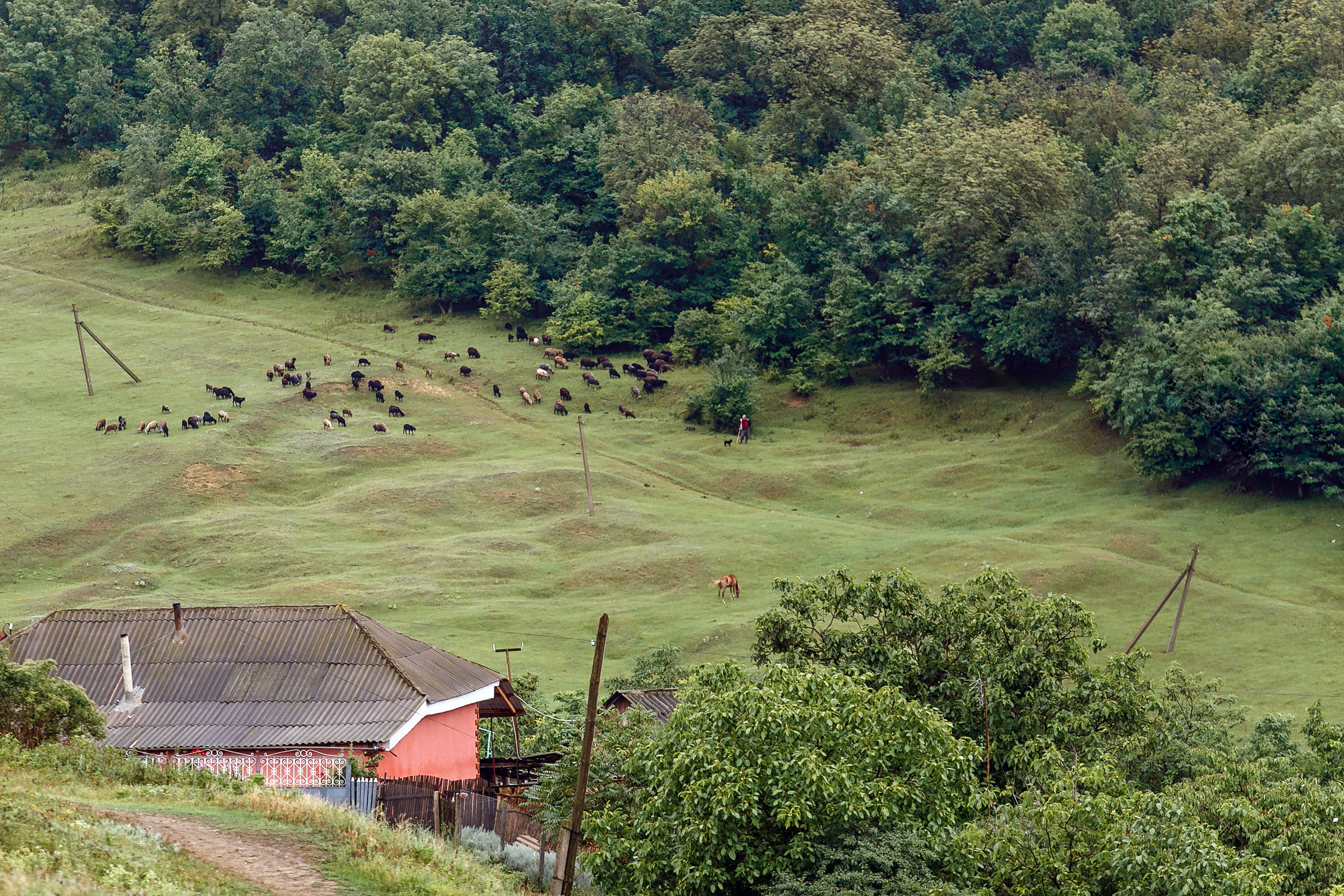
Peisaj rural.
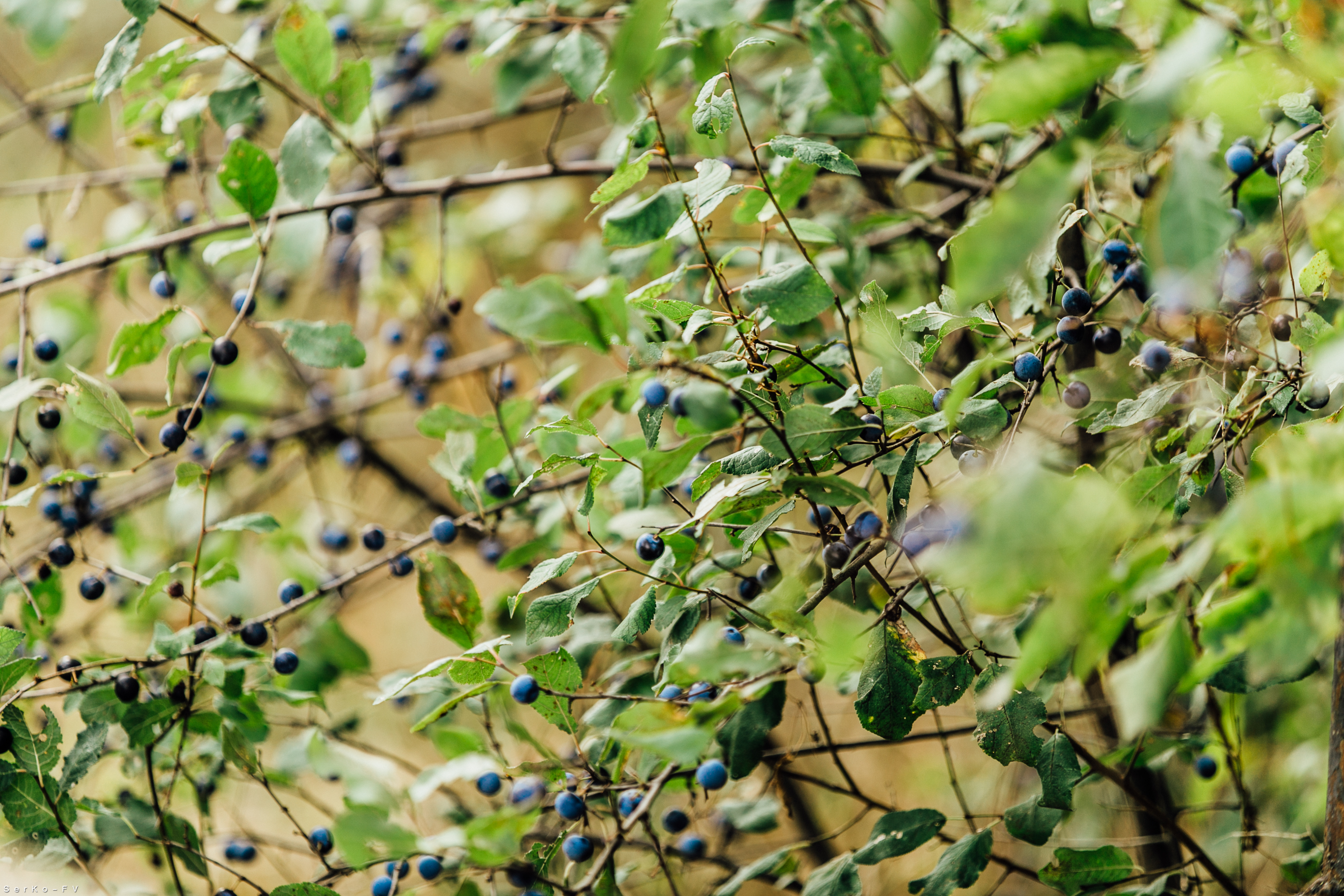
Pomușoare